# Alain Rouet
Alain Rouet (* 1942 in Frankreich) ist ein französischer theoretischer Physiker und Unternehmer.

## Leben
Rouet erwarb 1969 sein Ingenieursdiplom an der École Centrale des Arts et Manufactures und wurde 1974 in theoretischer Physik promoviert. 1975 war er als Post-Doc am MPI für Physik und Astrophysik in München und 1976 bis 1978 am CERN. 1979 bis 1981 war er Wissenschaftler des CNRS am CPT (Centre de Physique Theoretique) in Marseille-Luminy. Gleichzeitig war er beratend für Aérospatiale und die französische Atomenergiekommission tätig. 1981 bis 1982 war er Einstein-Professor am Institute for Advanced Study. Danach wechselte er in die Industrie und war von 1983 bis 1986 im Management einer Firma der Thomson-Gruppe (Videolor). 1986 gründete er die Firma Science & Tech (eine Art wissenschaftlicher Think Tank, auch von nicht in der Firma fest angestellten Akademikern, für Beratungen in der Industrie), deren Präsident er heute (2008) ist, und 1996 die Firma Quantaflow (die ein Personenzählsystem entwickelte, das z. B. in Flughäfen installiert ist).
Rouet ist für seine Entwicklung des BRST-Formalismus mit Raymond Stora und Carlo Becchi um 1975 bekannt, einer Methode zur Quantisierung von Systemen mit Nebenbedingungen wie Eichtheorien. Neben Quantenfeldtheorie beschäftigte er sich auch mit dynamischen Systemen.
2009 erhielt er dafür den Dannie-Heineman-Preis für mathematische Physik mit Stora, Becchi und Igor Tyutin. 